# Calzada de Valdunciel
Calzada de Valdunciel è un comune spagnolo di 632 abitanti situato nella comunità autonoma di Castiglia e León.